# Urban Ego
Urban Ego war eine österreichische Rockband, die 1997 von Richard Ulmer gegründet wurde.

## Band
Im Sommer 1997 gründete Richard Ulmer (Sänger, Songwriter und Bandleader) die Band Urban Ego im Alter von 17 Jahren. 2000 produzierte er seine erste Demo-EP „The City And I“. Urban Ego erreichten 2000 den 1. Platz beim FM4-Contest und den 2. Platz beim VIVA-Act 2000 Contest (Initiatoren: BMG und VIVA) in Köln.
2003 veröffentlichte die Band ihre erste Single „Summer In You“ über ihr eigenes Label U5 Records, das Ulmer gemeinsam mit seinem Bruder gegründet hatte. Der als Single veröffentlichte Song „Summer In You“ schaffte es in die Playlist von Ö3 und auf den Sampler Ö3 Greatest Hits Vol. 23.
Die nächste Single „Freezin’“ wurde 2004 (U5 Records/ Edel Records Austria) veröffentlicht und erreichte eine erste offizielle Chartplatzierung in Österreich – Platz 44. 2005 wurde gemeinsam mit der 3. Single „Wanted: Reasons“ das Album „Something Left Undone“ in Österreich (U5 Records/ Sony Music Austria) und der Schweiz (U5 Records/ Zyx) released. Der Song „Wanted: Reasons“ erreichte in Österreich nicht nur Urban Egos höchste Chartplatzierung, Platz 21, sondern wurde auch als offizieller Werbesong für Chevrolets Radiowerbung eingesetzt.
Nach zahlreichen Konzerten in Österreich und Deutschland unterzeichnete die Band 2005 schließlich einen Plattenvertrag bei Warner Music Germany. Die 4. und letzte Single „Mrs. Brainshaker“ wurde nicht nur in Österreich (U5 Records/ Sony Music Austria) und in der Schweiz (U5 Records/ Zyx), sondern auch in Deutschland (Warner Music Germany) veröffentlicht. „Mrs. Brainshaker“ erreichte Platz 58 in den offiziellen deutschen Verkaufscharts. Das Video zur Single lief auf VIVA 2 und MTV Deutschland. Ende 2005 löste sich die Band nach der Trennung von ihrem Schlagzeuger auf.
Der Großteil der Band ging 2006 in die Gruppe My Excellence über.

## Diskografie

### Alben
- Something Left Undone (2005)

### Singles
- Summer In You (2003)
- Freezin’ (2004)
- Wanted: Reasons (2005)
- Mrs. Brainshaker (2005)